# Bieujac
Bieujac é uma comuna francesa na região administrativa da Nova Aquitânia, no departamento da Gironda. Estende-se por uma área de 6,98 km². Em 2010 a comuna tinha 637 habitantes (densidade: 91,3 hab./km²).